# Yanghe Zhen (köping i Kina)
Yanghe Zhen (kinesiska: 洋河镇, 洋河) är en köping i Kina. Den ligger i provinsen Shandong, i den östra delen av landet, omkring 270 kilometer öster om provinshuvudstaden Jinan. Antalet invånare är 50371. Befolkningen består av 24 986 kvinnor och 25 385 män. Barn under 15 år utgör 14,0 %, vuxna 15-64 år 70 %, och äldre över 65 år 14,0 %.
Genomsnittlig årsnederbörd är 757 millimeter. Den regnigaste månaden är juli, med i genomsnitt 239 mm nederbörd, och den torraste är januari, med 11 mm nederbörd.